# 莫比
理查德·梅尔维尔·霍尔（英語：Richard Melville Hall，1965年9月11日—），艺名莫比，美国音乐人，DJ。

## 生平
莫比生于美国纽约市哈林区。因为《白鲸记》的作者赫尔曼·梅尔维尔跟他有亲戚关系，所以他被叫做“莫比”。
1995年发行专辑《万物失常》。1999年发行专辑《Play》取得了巨大的成功。之后又成功发布了专辑《18》、《酒店》（Thousand）等。